# Jorge Fernández Díaz
Jorge Fernández Díaz (Valladolid, 6 d'abril del 1950) és un polític espanyol. Professionalment, és enginyer industrial i inspector de treball, encara que es dedica a la política des dels 28 anys, havent militat en diversos partits de dreta i centredreta durant la Transició (UCD, CDS, el 1983 Alianza Popular, refundada el 1989 com a Partit Popular) i membre supernumerari de l'Opus Dei. Des del 22 de desembre del 2011 fins al 4 de novembre del 2016 va ser Ministre de l'Interior d'Espanya.
És fill d'un militar falangista i germà del també polític Alberto Fernández Díaz, actualment regidor i president del grup municipal del Partit Popular Català a l'Ajuntament de Barcelona.

## Biografia
Fill d'Eduardo Fernández Ortega, tinent coronel de cavalleria i subinspector en cap de la Guàrdia Urbana de Barcelona quan era governador civil Felipe Acedo Colunga. Establert a Barcelona des de 1953, estudià enginyeria industrial (especialitzat en organització industrial) i ha estat inspector de treball i seguretat social i enginyer de l'Institut nacional de seguretat i higiene al treball.
Fou nomenat subdelegat i Delegat Provincial de Treball a Barcelona, Governador Civil d'Astúries (1980-1981) i de Barcelona (1981-1982) i president provincial d'Alianza Popular a Barcelona des de 1983, posteriorment Partit Popular de Catalunya, que presidí entre 1989 i 1991.
Fou escollit diputat per la província de Barcelona a les eleccions generals espanyoles de 1989, 1993, 1996, 2000, 2004 i 2008, diputat al Parlament de Catalunya a les eleccions de 1984, regidor de l'ajuntament de Barcelona (1983) i senador designat per la Comunitat Autònoma el 1986.
Durant el govern de José María Aznar ocupà diversos càrrecs públics: Secretari d'estat per a les Administracions Territorials (14 de maig de 1996 - 22 de gener de 1999), Secretari d'Estat d'Educació, Universitats, Investigació i Desenvolupament (22 de gener de 1999 - 5 de maig de 2000) i Secretari d'Estat de Relacions amb les Corts (5 de maig de 2000 - 19 d'abril de 2004). Des del 22 de desembre del 2011 fins al 4 de novembre del 2016 va ser, durant el govern de Mariano Rajoy Brey, Ministre de l'interior de l'Estat Espanyol.
Va deixar el seu càrrec forçat pel Congrés dels Diputats que el van reprobar, sent aquesta la primera reprobació de la democràcia.

### Acusacions d'ús partidista del Ministeri de l'Interior amb la policia

#### El cas Antifrau
El 21 de juny de 2016, en plena campanya electoral espanyola, el diari Público va fer pública una conversa entre Fernández Díaz i el director de l'Oficina Antifrau de Catalunya, que es va dur a terme l'octubre del 2014, en la qual presumptament conspirava per fabricar escàndols contra ERC i CDC en la coneguda com Operació Catalunya.
El 26 de maig de 2022, el president del govern Pedro Sánchez va assegurar al ple del Congrés dels Diputats, que a setanta policies van treballar per combatre adversaris polítics i l'independentisme català i que responsables polítics al màxim nivell com l'exministre Jorge Fernández Díaz i l'exsecretari d'Estat Francisco Martínez van participar en comportaments o maniobres clarament il·legals.

#### OperacióKitchen
Al setembre de 2020, a petició de la Fiscalia Anticorrupció, l'exministre va quedar formalment imputat per l'ús de fons públics per finançar l'espionatge a l'extresorer del PP Luis Bárcenas.

#### Les clavegueres de l'estat
Segons revelà el documental Las cloacas de Interior, des de fa anys existeix una estructura formada per: l'Oficina Siniestra (una oficina que elabora informes falsos contra els adversaris polítics i policies que s'envien als mitjans de comunicació espanyols), el comissari del Cos Nacional de Policia José Manuel Villarejo i la Brigada política, una policia política que "consta d'una sèrie de comandaments policials de la confiança del ministre" Jorge Fernández Díaz. L'operació Catalunya s'inicia després de la manifestació de l'11 de setembre del 2012 amb el lema «Catalunya, nou estat d'Europa», en la que un milió i mig de persones es manifesten pels carrers de Barcelona a favor del dret a decidir, a partir d'una reunió mantinguda el 26 d'octubre de 2012 entre el comissari José Manuel Villarejo, la secretaria general del Partit Popular i presidenta de Castella-la Manxa, María Dolores de Cospedal, i Ignacio López del Hierro. Mariano Rajoy, el president del govern, era coneixedor de les maniobres de les clavegueres de l'Estat contra els seus enemics polítics. Segons detalla el jutge de l'Audiència Nacional Santiago Pedraz en un informe remès per la Unitat d'Afers Interns del Cos Nacional de Policia, el govern del de Mariano Rajoy va emprar els recursos de les clavegueres de l'Estat al servei del Ministeri de l'Interior per practicar la guerra bruta filtrar als mitjans de comunicació i desprestigiar davant l'opinió pública el partit polític. La brigada política del Ministeri de l'Interior va efectuar centenars de cerques d'almenys 55 dels 69 diputats del partit entre el 2015 i el 2016 per trobar qualsevol dada que pogués perjudicar o incriminar els representants de Podem.

## Honors
Cavaller Gran Creu de l'Orde d'Isabel la Catòlica
 Comandant de la Legió d'Honor